# Metaltex
Metaltex è un'azienda internazionale nata nel 1945 che si occupa di studio, sviluppo, produzione e commercializzazione di articoli per la casa.

## Storia
Metaltex viene fondata nel 1945 a Mendrisio da Egidio Morandi e all'inizio della propria storia si dedica alla produzione di articoli ottenuti dalla lavorazione del filo di ferro. Già agli inizi del '900 piccole attività commerciali si occupavano della produzione di gabbiette, colini, schiumarole nei territori a ridosso del confine fra la Svizzera e la provincia di Como.
Dopo un solo anno l'azienda trasferisce la produzione a Blevio, paese sulla riva del lago di Como. Il successo di vendita dei manufatti richiede presto un ampliamento dell'unità produttiva con lo spostamento dello stabilimento dapprima a Cernobbio e poi a Maslianico, sempre in provincia di Como. Col passare degli anni l'assortimento si estende ad altri prodotti per la casa: ai piccoli utensili si aggiungono scaffaletti, cestelli, mensole da bagno e stendibiancheria.
Nei decenni successivi il Gruppo Metaltex consolida la propria posizione a livello internazionale aprendo filiali nei principali paesi d'Europa, quindi in America ed in Asia. I prodotti a marchio Metaltex sono venduti in oltre 75 paesi nel mondo e l'assortimento è di oltre 2000 articoli.

## Prodotti principali
- Assortimento completo di utensili da cucina.
- Scolapiatti, scaffali, mensole e cestelli per organizzare armadi e pareti di cucina e bagno.
- Articoli per la cura della biancheria: stendibiancheria, assi da stiro e appendiabiti.